# Salamina (Magdalena)
Salamina è un comune della Colombia facente parte del dipartimento di Magdalena.
Il centro abitato venne fondato da Agustín de Sierra nel 1765.